# Piotr Cugowski
Piotr Cugowski (sinh ngày 5 tháng 10 năm 1979 tại Lublin) là một ca sĩ, nhạc sĩ người Ba Lan. Anh là thành viên của Hiệp hội Công nghiệp Ghi âm Ba Lan.

## Sự nghiệp
Piotr Cugowski bắt đầu sự nghiệp âm nhạc với vai trò là giọng hát chính trong ban nhạc rock "Bracia" kể từ năm 1997. Ban nhạc này do anh cùng với anh trai ruột Wojciech Cugowski sáng lập và hoạt động trong khoảng thời gian từ năm 1997 đến năm 2019 tại thành phố Lublin. Những ca khúc tiêu biểu mà Piotr biểu diễn cùng với ban nhạc Bracia có thể kể đến như: "Za szkłem", "Nad Przepaścią", "Wierzę w lepszy świat" và "Po drugiej stronie chmur".
Vào tháng 9 năm 2018, Piotr Cugowski trở thành một trong những huấn luận viên trong mùa thứ chín của chương trình truyền hình The Voice phiên bản Ba Lan. Năm 2021, anh cũng là huấn luyện viên trong mùa thứ ba của chương trình truyền hình The Voice Senior.

## Đời tư
Cha anh là nghệ sĩ Krzysztof Cugowski, người sáng lập ban nhạc rock "Budka Suflera" nổi tiếng trong những thập niên 70 của thế kỷ trước.